# Завіса (шарнір)

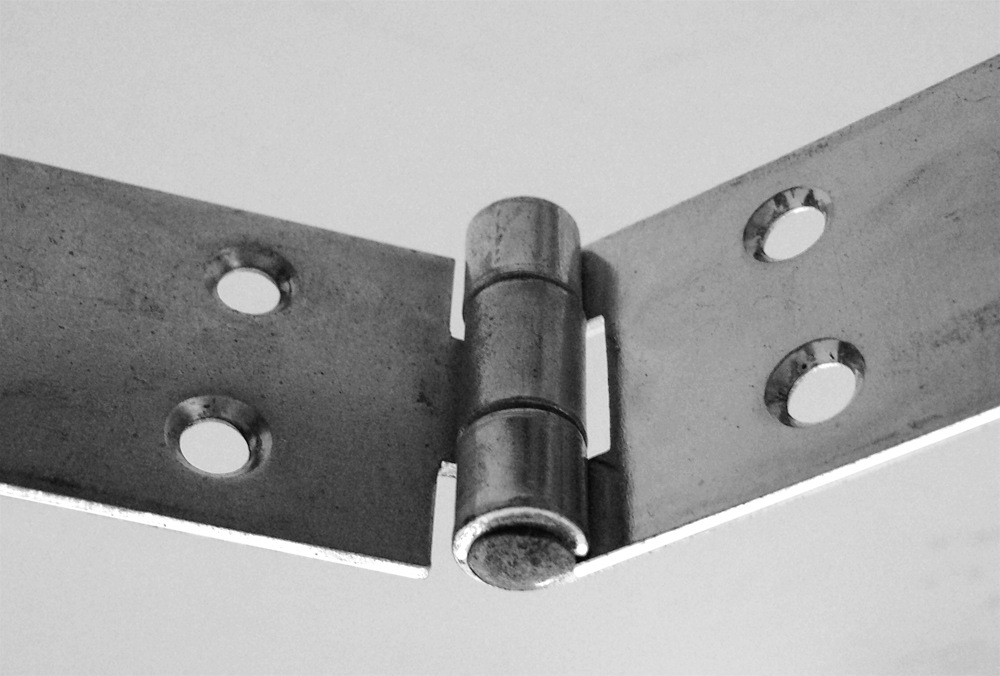
Завіса

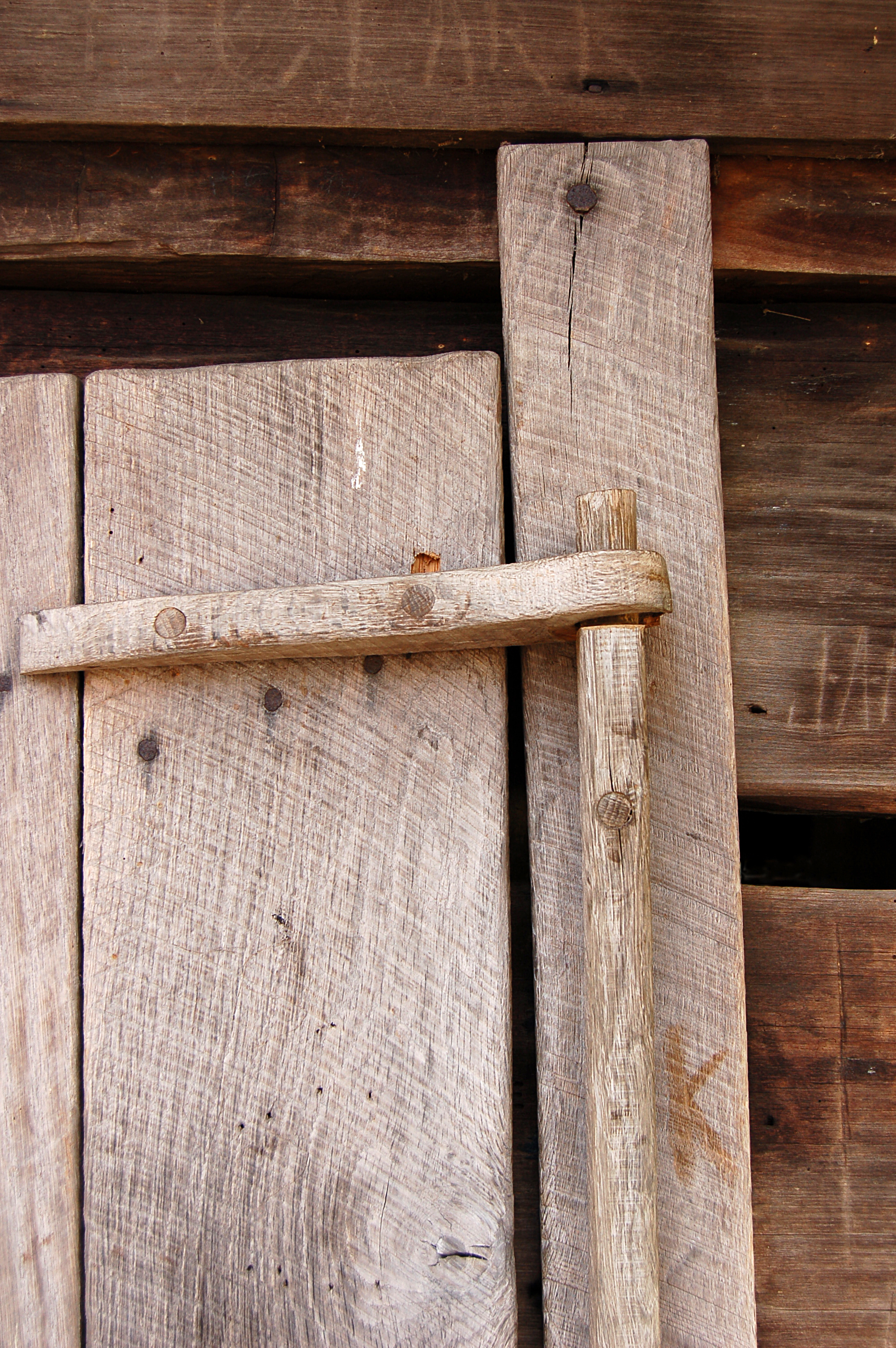
Дерев'яна завіса. Музей «Гірська Ферма», Північна Кароліна, США.

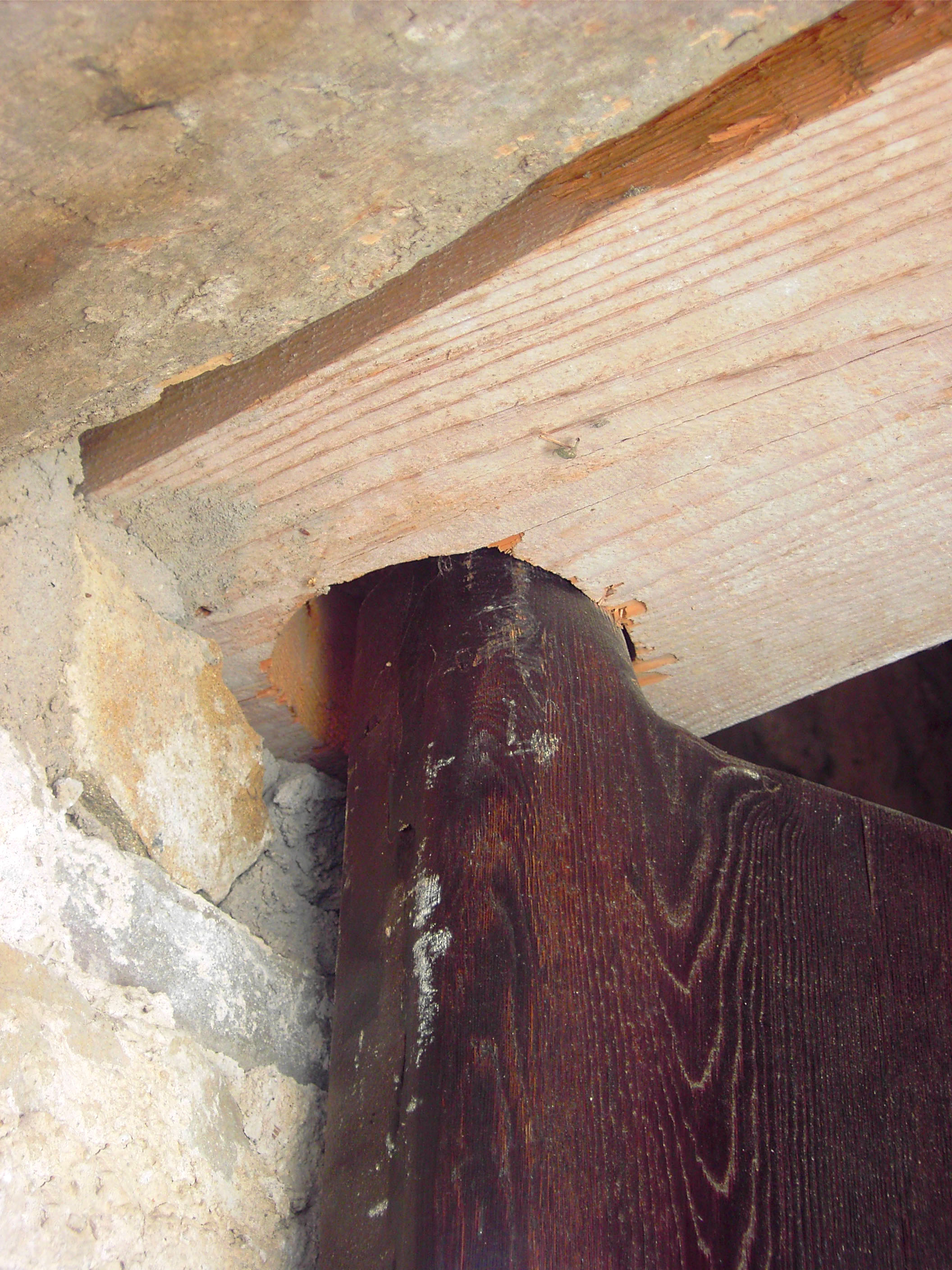
Верхній шип дверей входить у гніздо верхнього одвірка, замінюючи верхню завісу

Заві́са, петля́ — циліндричне шарнірне з'єднання, призначене для навішення воріт, дверей, вікон або відкидних деталей у меблях, кузовах машин, корпусах механізмів.

## Історія
У давнину для рухомого кріплення дверей використовували ремені, дротяні кільця, пристрої з вухами і гаками-бретналями. Словарь української мови Б. Д. Грінченка містить згадку про такий спосіб навішування дверей (воріт): п'ятка (нижній кінець стовпця воріт чи нижнього чопа дверей) входила в підп'ятник-каганець, виконуючи тим самим роль нижньої завіси. Замість верхньої завіси у верхній частині одвірка (ворітного стовпа) кріпилася кичка — дерев'яна деталь з виїмкою, яка утворювала наскрізний отвір, де обертався стовпець ворітного полотна чи верхній шип дверної стулки. Вісь для обертання дверей чи воріт називалася бігуном, вереєю.
Поширеним був метод підвішування на Г-подібних гаках: на дерев'яних стулках кріпилися поперечні залізні штаби (у французькій мові відомі як pentures) із загнутими кільцеподібно кінцями, які надівалися на вертикальні гілки стрижнів, вмурованих у стіну або вбитих у дерев'яні одвірки чи ушули.

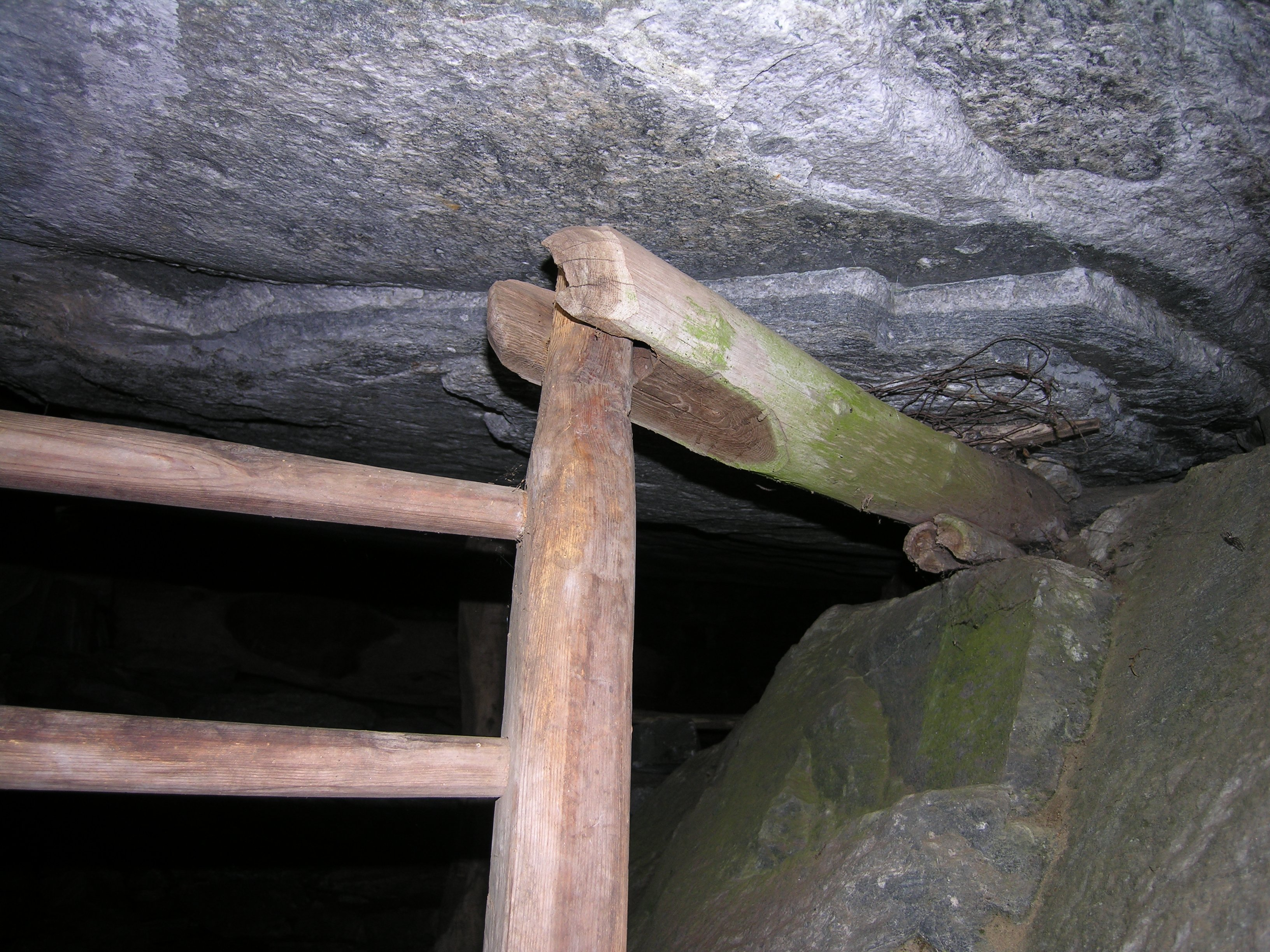
Дерев'яна завіса, Bignasco, Швейцарія.
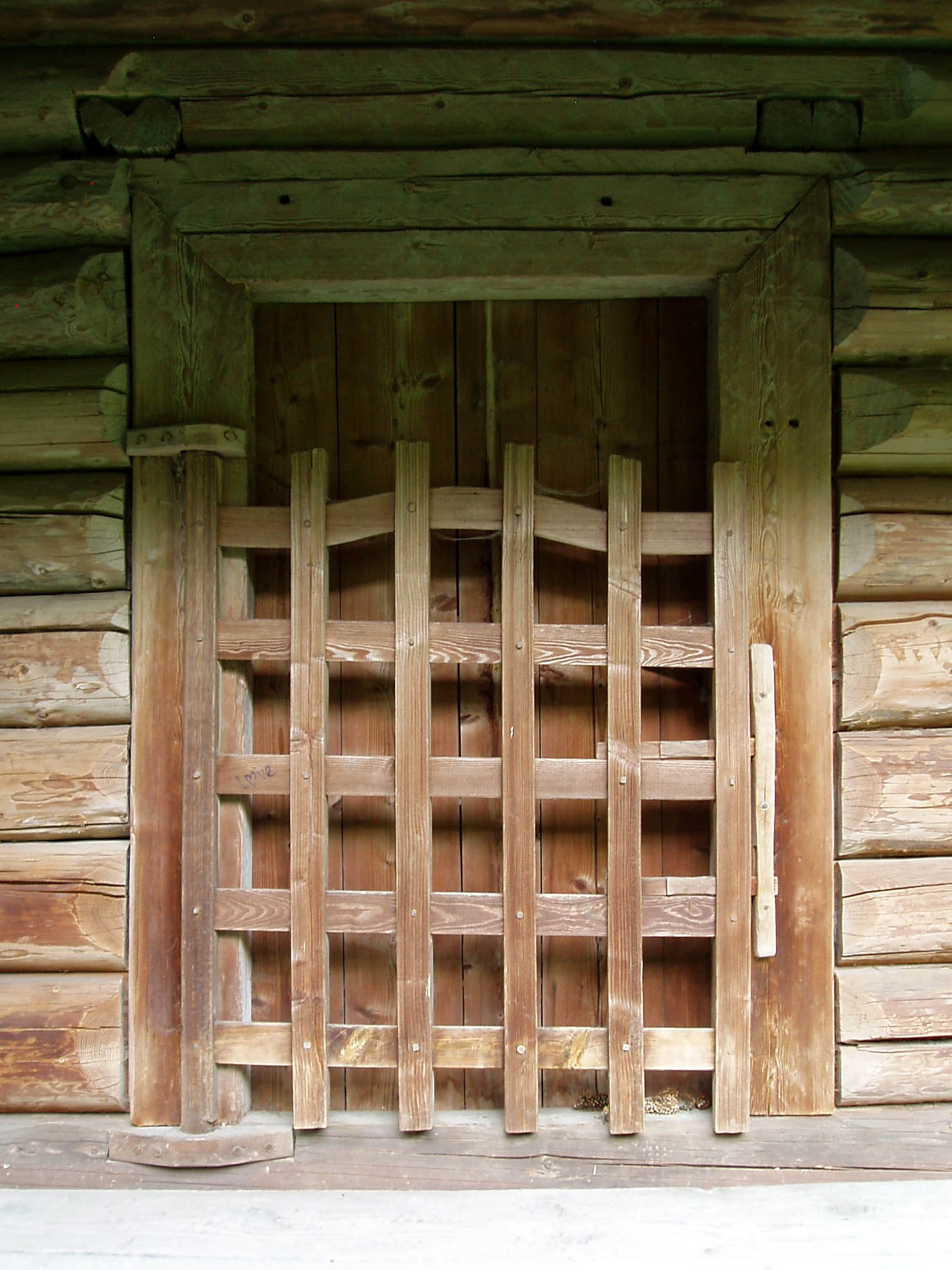
Двері-ґрати з каганцем і кичкою. Стайня-стодола, Шевченківський гай Львів.
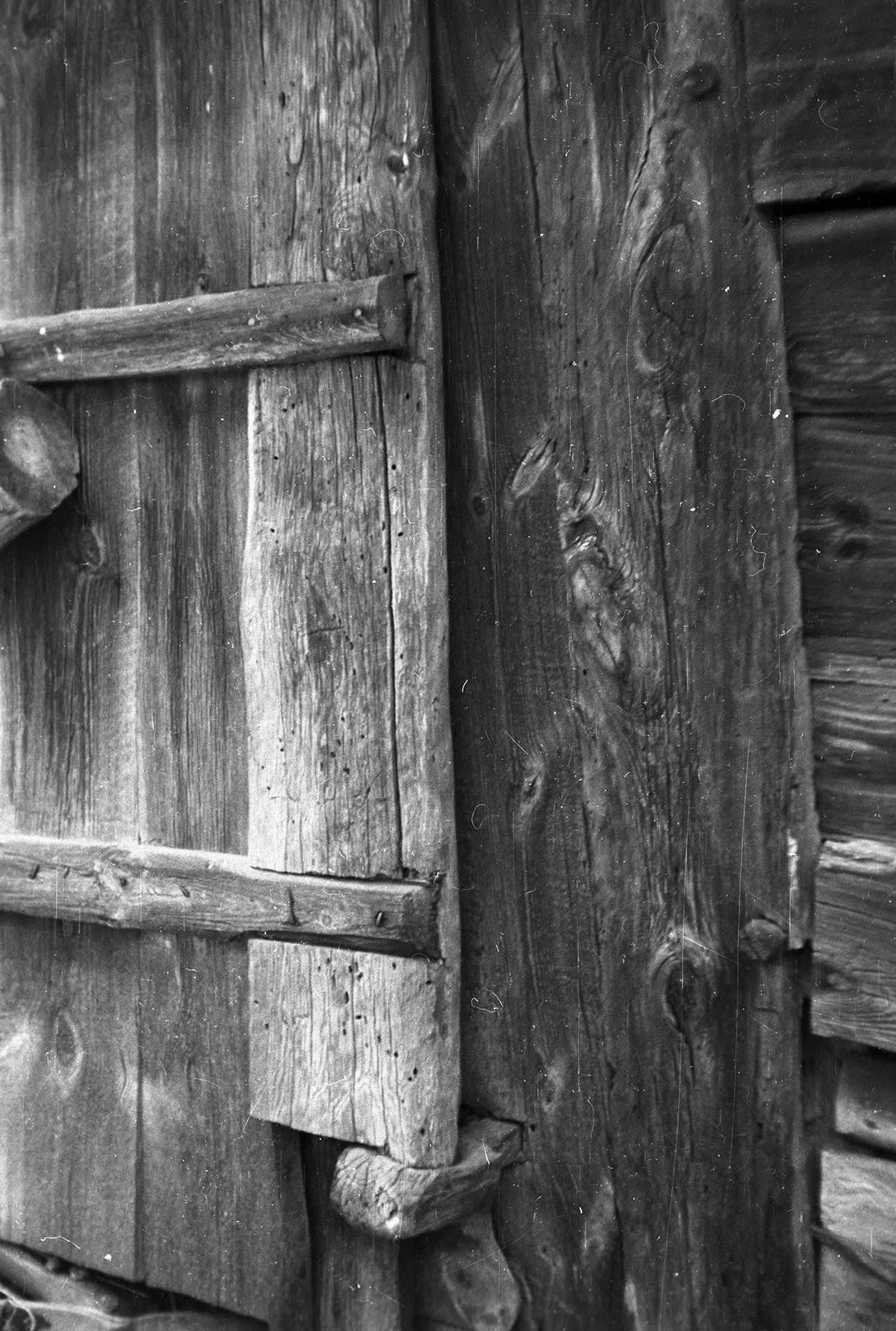
Дерев'яний бігунок, Польща.
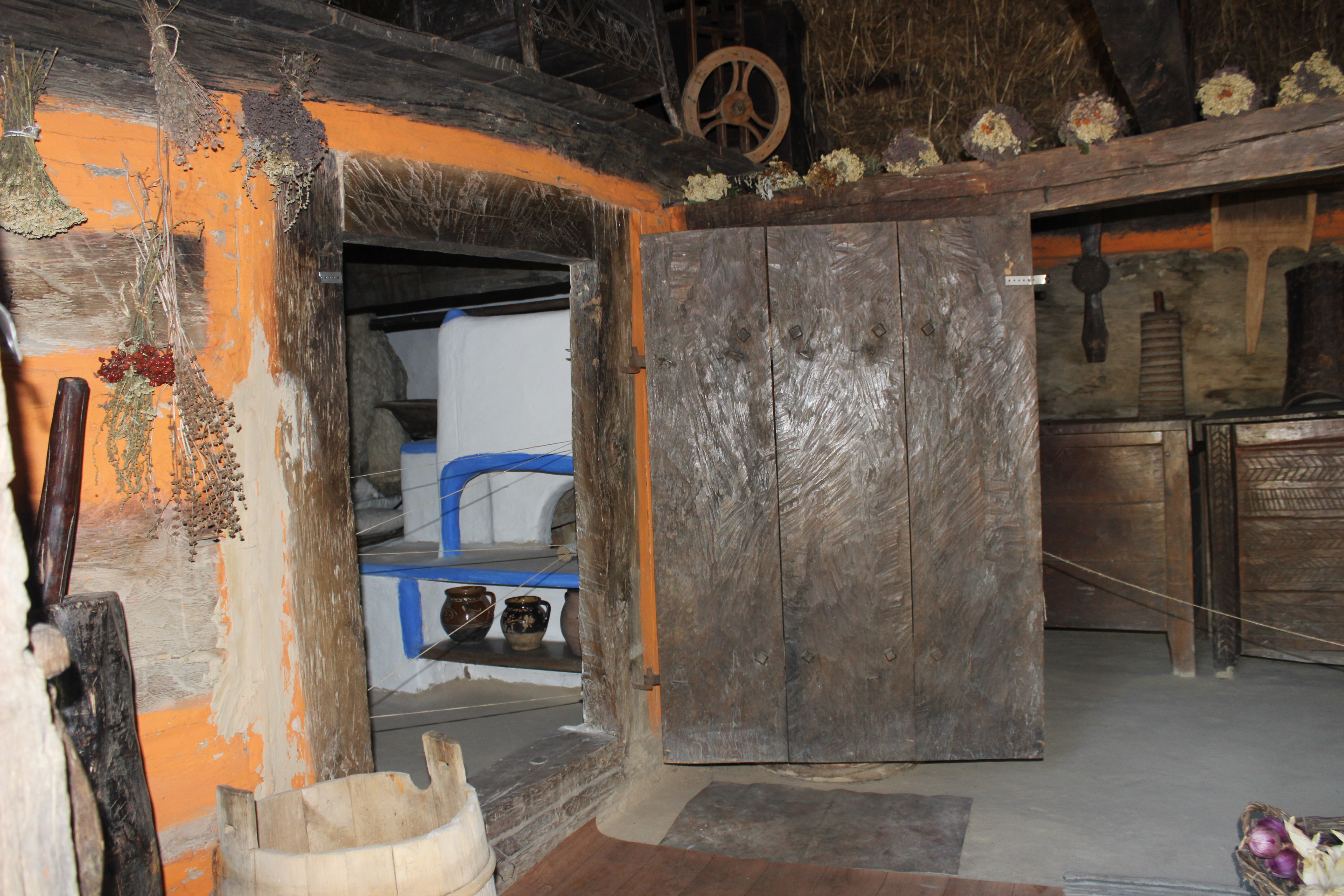
Двері на гаках. Музей у Пирогові.
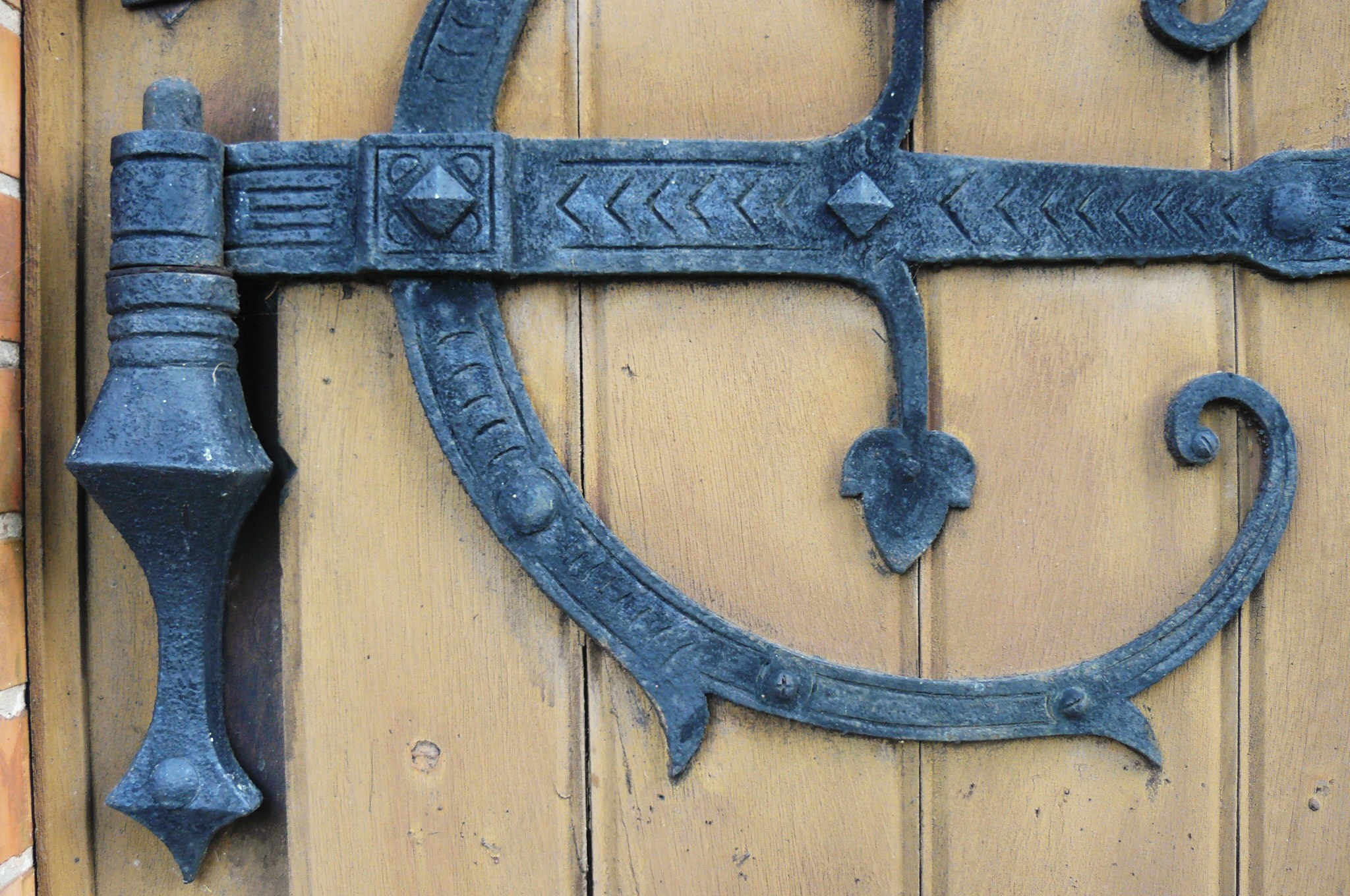
Фігурна дверна штаба з кільцеподібним кінцем, надітим на гак-бігун.
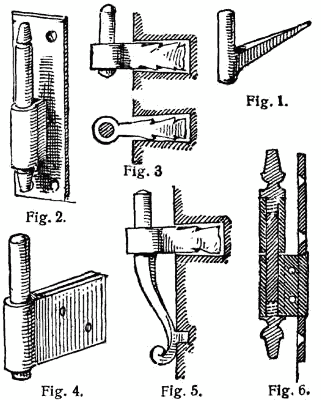
Завіси на малюнку з Lexikon der gesamten Technik 1904 року.

## Види

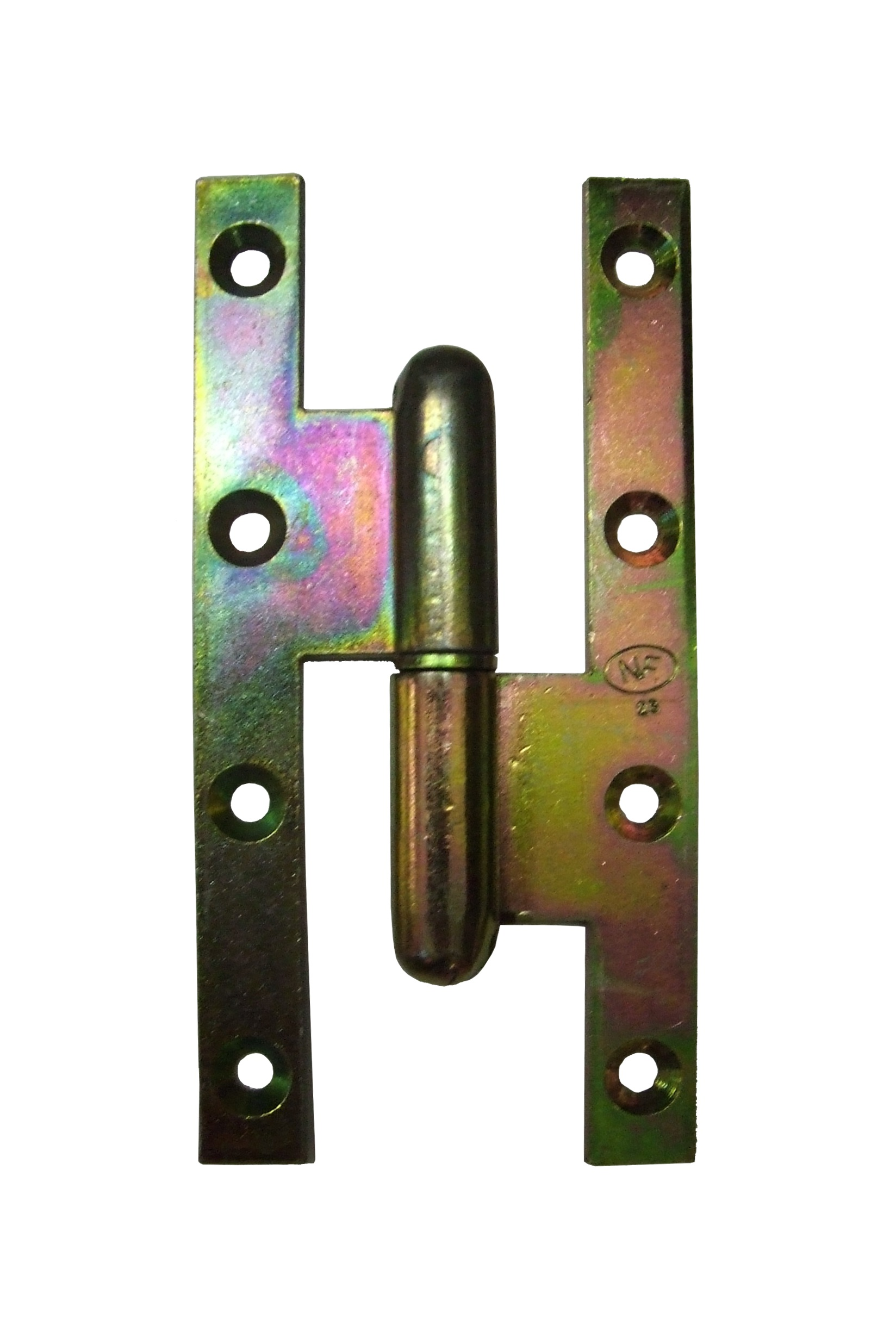
Напівшарнірна завіса

### За призначенням
Дверні завіси
Меблеві завіси

### Конструкція
Угвинтні завіси
Накладні завіси
Завіса складається з двох деталей (карт) для кріплення до дверей і до місця встановлення і сполучної осі (стрижня). У картах зазвичай є отвори для кріплення.
Врізні завіси
Півшарнірні завіси
У так званій півшарнірній завісі застосовується той самий принцип, що в способі навішування стулок на гаках: стрижень закріплений у нижній з двох карт-половинок, а у верхній розміщений шарнір, що має форму ковпачка. Така конструкція забезпечує можливість зняти двері, оскільки карти легко роз'єднуються. Для зменшення тертя в півшарнірній завісі між картами на стрижень часто насаджують кільце з малим тертям, зазвичай з бронзи, і мастять густим мастилом.
Рояльні завіси